# Oblast Amur
Koordinaten: 52° 56′ N, 127° 18′ O
Die Oblast Amur (russisch Амурская область Amurskaja oblast) ist eine Oblast (Verwaltungsbezirk) in Russland.
Die Oblast liegt im Föderationskreis Fernost an der chinesischen Grenze. Der Fluss Amur bildet diese Grenze, seine wichtigsten Nebenflüsse in der Oblast sind die Seja und die Bureja. Das Stanowoigebirge bildet die Grenze zur Republik Sacha.

## Geschichte
Die russische Besiedlung des Gebietes begann im 17. Jahrhundert, in größerem Ausmaß jedoch erst im 19. Jahrhundert. Die heutige Hauptstadt Blagoweschtschensk wurde 1858 gegründet. Sie war im Kaiserreich Hauptstadt der Oblast Amur, deren erster Militärgouverneur Nikolai Busse war. Von 1920 bis 1922 gehörte das Gebiet zur Fernöstlichen Republik. In der RSFSR bestand nach der Auflösung der Oblast Amur von 1922 bis 1926 ein Gouvernement Amur mit der Hauptstadt Blagoweschtschensk. Eine neue Oblast Amur wurde am 20. Oktober 1932 als Bestandteil des Fernöstlichen Krai (ab 1938 Krai Chabarowsk) gegründet; seit 2. August 1948 ist sie eigenständig.

## Wirtschaft
An Bodenschätzen werden unter anderem Kohle und Gold gefördert, industriell bedeutend sind die Energiegewinnung, die Metallverarbeitung und die Holzindustrie.
Das im Bau befindliche Gasverarbeitungswerk Amur bei der Stadt Swobodny wird eines der größten seiner Art weltweit.

## Verwaltungsgliederung und Städte
Die Oblast Amur gliedert sich in 20 Rajons und 9 Stadtkreise.
Verwaltungszentrum und einzige Großstadt ist Blagoweschtschensk. Mehr als 20.000 Einwohner zählen noch Belogorsk, das für den ehemaligen gleichnamigen Raketenstartplatz bekannte Swobodny, die „Hauptstadt der BAM“ Tynda, Seja mit der nahen Seja-Talsperre und Raitschichinsk. Insgesamt gibt es 10 Städte und 15 Siedlungen städtischen Typs.
| Name               | Russisch     | Einwohner (1. Oktober 2021) |
| ------------------ | ------------ | --------------------------- |
| Blagoweschtschensk | Благовещенск | 241.437                     |
| Belogorsk          | Белогорск    | 61.440                      |
| Swobodny           | Свободный    | 48.517                      |
| Tynda              | Тында        | 28.625                      |
| Seja               | Зея          | 19.414                      |
| Raitschichinsk     | Райчихинск   | 15.797                      |

## Bevölkerung
Bei den letzten russischen Volkszählungen in den Jahren 2002 und 2010 gab es eine Bevölkerungszahl von 902.844 respektive 830.103 Bewohnern. Somit sank die Einwohnerzahl in diesen acht Jahren um 72.741 Personen (−8,1 %). Die Verteilung der verschiedenen Volksgruppen sah folgendermaßen aus:
| Nationalität    | VZ 2002 | Prozent | VZ 2010 | Prozent |
| --------------- | ------- | ------- | ------- | ------- |
| Russen          | 831.004 | 92,04   | 775.590 | 93,43   |
| Ukrainer        | 31.475  | 3,49    | 16.636  | 2,00    |
| Weißrussen      | 7.827   | 0,87    | 4.162   | 0,50    |
| Armenier        | 4.045   | 0,45    | 3.948   | 0,48    |
| Tataren         | 4.889   | 0,54    | 3.406   | 0,41    |
| Aserbaidschaner | 3.213   | 0,36    | 2.796   | 0,34    |
| Koreaner        | 697     | 0,08    | 1.756   | 0,21    |
| Ewenken         | 1.501   | 0,17    | 1.481   | 0,18    |
| Usbeken         | 687     | 0,08    | 1.121   | 0,14    |
| Deutsche        | 1.760   | 0,19    | 1.048   | 0,13    |
| Einwohner       | 902.844 | 100,00  | 830.103 | 100,00  |

Anmerkung: die Anteile beziehen sich auf Gesamtzahl der Einwohner. Also mitsamt dem Personenkreis, der keine Angaben zu seiner ethnischen Zugehörigkeit gemacht hat (2002 1.447 resp. 2010 7.879 Personen)
Die Bevölkerung des Gebiets besteht heute also fast komplett aus Russen. Die Ukrainer sind die einzige nennenswerte ethnische Minderheit in der Oblast Amur.